# Eurozine
Eurozine är ett europeiskt kulturtidskriftsnätverk med mer än 100 partnertidskrifter i ett trettiotal länder. Eurozine är också en nättidskrift som publicerar originalartiklar och utvalda artiklar i översättning från tidskrifterna som ingår i nätverket.
Redaktionen har sitt säte i Wien, Österrike. VD är Hermann Riessner. Chefredaktör är Réka Kinga Papp.

## Historia
Eurozine utvecklades ur ett informellt nätverk som startade 1983. Sedan dess har ett brett urval av europeiska kulturtidskrifter varje år samlats i en stad i Europa för att utbyta idéer och erfarenheter, diskutera aktuella ämnen och ringa in framtida trender. I slutet av 1990-talet formaliserades samarbetet inom nätverket och 1998 bildades Eurozine.
Eurozine grundades av sex tidskrifter: Kritika & Kontext (Bratislava), Mittelweg 36 (Hamburg), Ord&Bild (Göteborg), Revista Crítica de Ciências Sociais (Coimbra), Transit - Europäische Revue (Wien), och Wespennest (Wien)
Eurozine organiserar den europeiska kulturtidskriftskonferensen The European Meeting of Cultural Journals tillsammans med en eller flera av dess partnertidskrifter. 2002 hölls konferensen i Göteborg.

## Partnertidskrifter
Idag har Eurozine-nätverket över hundra partnertidskrifter i 35 olika länder. 

| - 2000 (Ungern) - A2 (Ukraina) - Akadeemia (Estland) - Arche (Belarus) - Atlas (Danmark) - Baggrund (Danmark) - Belgrade Circle Journal (Serbien) - Belgrade Journal of Media and Communications (Serbien) - Beton International (Serbien) - Blätter für deutsche und internationale Politik (Tyskland) - Cogito (Turkiet) - Critique & Humanism (Bulgarien) - Czas Kultury (Polen) - De Nederlandse Boekengids (Nederländerna) - dérive (Österrike) - Dialogi (Slovenien) - Dilema Veche (Rumänien) - Dwutygodnik (Polen) - Dziejaslou (Belarus) - Esprit (Frankrike) - Fronesis (Sverige) - Gegenworte (Tyskland) - Genero (Serbien) - Glänta (Sverige) - Host (Tjeckien) - Il Mulino (Italien) - Irish Pages (Irland) - Index on Censorship (Storbritannien) - Intellectum (Grekland) - K24 (Turkiet) - Kritika & Kontext (Slovakien) - Krytyka (Ukraina) - Krytyka polityczna (Polen) - Kultura Liberalna (Polen) - Kultūros barai (Litauen) - LaPunkt (Rumänien) - La Revue nouvelle (Belgien) - Le Journal de Culture & Démocratie (Belgien) - L'Espill (Spanien) - L'Homme (Österrike) - Le Monde diplomatique (Oslo) (Norge) - Letras Libres (Spanien) - Lettera internazionale (Italien) - Leviathan (Tyskland) | - Merkur (Tyskland) - Mittelweg 36 (Tyskland) - Multitudes (Frankrike) - Mute (Storbritannien) - Neprikosnovennij Zapas (NZ) (Ryssland) - New Humanist (Storbritannien) - New Eastern Europe (Polen) - Nova Istra (Kroatien) - Nuori Voima (Finland) - Ny Tid (Finland) - Ny tid (Norge) - O'r Pedwar Gwynt (Wales) - Ord&Bild (Sverige) - Osteuropa (Tyskland) - PARTisan (Belarus) - Passage. Tidsskrift for litteratur og kritik (Danmark) - Poetka (Albanien) - Polar (Tyskland) - Positionen (Tyskland) - Prostory (Ukraina) - Razpotja (Slovenien) - Retko:verso (Belgien) - Res Publica Nowa (Polen) - Revista Crítica de Ciências Sociais (Portugal) - Revolver Revue (Tjeckien) - Revue Project (Frankrike) - Rigas Laiks (Lettland) - Roots (Makedonien) - RozRazil (Tjeckien) - Samtiden (Norge) - Scena9 (Rumänien) - Sens public (Frankrike) - Sodobnost (Slovenien) - Soundings (Storbritannien) - Springerin (Österrike) - Symbol (Kosovo) - Syn og Segn (Norge) - Varlık (Turkiet) - Vikerkaar (Estland) - Wespennest (Österrike) |

## Redaktionskommitté
Förutom redaktionen i Wien har Eurozine en redaktionskommitté som består av redaktörer från 4 av partnertidskrifterna:
- Ann Ighe, Ord&Bild, Göteborg
- Luka Lisjak Gabrijelčič, Razpotja, Nova Gorica
- Miriam Rasch, Willem de Kooning Academy, Rotterdam
- Adam Reichardt, New Eastern Europe, Kraków

## Redaktionsråd
Redaktionsrådet har en rågivande funktion och består av:
- Samuel Abrahám, chefredaktör, Kritika & Kontext (Society for Higher Learning), Bratislava
- George Blecher, writer, translator, New York
- Slavenka Drakulic, författare, Stockholm/Wien/Zagreb
- Walter Famler, chefredaktör, Wespennest; generalsekreterare, Alte Schmiede Kunstverein, Wien
- Ivan Krastev, Chairman of the Centre for Liberal Strategies, Sofia, and Permanent Fellow at the Institute for Human Sciences in Vienna (IWM). Member of the editorial board of the Journal of Democracy and associate editor of Europe’s World.
- Claus Leggewie, Kulturwissenschaftliches Institut, Essen
- Susan Neiman, direktör, Einstein Forum, Potsdam
- Klaus Nellen, Institute for Human Sciences (IWM), Wien
- Thorsten Schilling, direktör, Medien- und Kommunikationszentrum Berlin, Bundeszentrale für politische Bildung, Bonn/Berlin
- Roman Léandre Schmidt, Working Group on Periodical Studies; Institute for Advanced Study in the Humanities (KWI), Essen
- Marci Shore, Associate professor of history at Yale University, New Haven
- Judith Vidal-Hall, redaktör, Index on Censorship, London
- Gaby Zipfel, Hamburger Institut für Sozialforschung, Hamburg